# Sipo Bohale
Armando Sipoto Bohale Aqueriaco (Alicante, España, 21 de abril de 1988), más conocido como Sipo, es un futbolista ecuatoguineano. Juega como lateral izquierdo en la selección de Guinea Ecuatorial.

## Trayectoria
Sipo nació en España de padres ecuatoguineanos, pertenecientesl a la etnia bubi, por lo que tiene la doble nacionalidad. Es por eso que Guinea Ecuatorial se fijó en él, pese a que nunca había visitado el país hasta el día del debut con la selección absoluta.
S
Es un futbolista que juega de lateral izquierdo. Formado íntegramente en la cantera del Alicante Club de Fútbol desde los 8 años. Jugó en el equipo Juvenil A durante las temporadas 2005/06 y 2006/07 donde consiguió en 2006 el ascenso a División de Honor. En la temporada 2007/08 fue un fijo en las alineaciones del filial alicantinista que ascendió a Tercera División. El equipo realizó una gran temporada en Regional Preferente de la Comunidad Valenciana donde quedó subcampeón del Grupo 4º y el equipo sólo perdió cuatro encuentros.
En la temporada 2008/09 fue titular indiscutible como lateral izquierdo del Alicante B, equipo que fue la revelación de la temporada al proclamarse subcampeón del Grupo VI de Tercera División, y disputar la promoción de ascenso a Segunda B pese a que en plena promoción se consumó el descenso matemático del primer equipo a Segunda B haciendo imposible el ascenso del filial. El 30 de junio de 2009 el Alicante hizo oficial durante la presentación del entrenador Vicente Borge, que Sipo pasa a formar parte del primer equipo en la temporada 2009/10. El 9 de julio de 2009 fue presentado oficialmente como jugador del Alicante. Para la temporada 2010/11 fichó por el Jove Español de Tercera División española donde jugó 13 partidos y anotó 1 gol. En la temporada 2011/12 fichó por el Badajoz jugando 18 partidos en Segunda División B de España, 16 de ellos como titular. En la temporada 2012/13 llega un acuerdo con el Cádiz avalado por su entrenador Alberto Monteagudo, que también lo entrenó en el Badajoz. A finales del mercado de verano, por problemas de adaptación firma la carta de libertad con el club amarillo para reforzar al Teruel, equipo en el que permanece hasta enero de 2013, cuando llega a un acuerdo con el Osasuna para reforzar al filial del equipo rojillo, Osasuna B, hasta el final de la temporada. Concluido su paso por el conjunto de Pamplona, que lo dio de baja una vez terminada la liga, Sipo se marchó a Rumania para comprometerse por un lapso de tres años con el Pandurii de Târgu Jiu, uno de los mejores equipos en la primera división de aquel país. No obstante, por su poca participación, rescindió su contrato en junio de 2014 y firmó uno de dos años con el AEK de Larnaca, club chipriota de primera división.

## Selección nacional
Es internacional con la Selección de fútbol de Guinea Ecuatorial. Siendo juvenil de segundo año debutó con la absoluta en un encuentro amistoso disputado el miércoles 29 de marzo de 2006 en el Estadio Internacional de Malabo ante la Selección de fútbol de Benín (2-0, goles de Bodipo y Epitié). Volvió cuatro años después para disputar un partido amistoso contra Marruecos. En enero y febrero de 2012, Sipo integró la plantilla de Guinea Ecuatorial en la Copa Africana de Naciones 2012. Sin embargo, no pudo jugar en ninguno de los cuatro partidos que su selección disputó, por haberse lesionado en un encuentro de preparación organizado unos días antes del inicio de la competición.

## Clubes
| Club                      | País    | Año       |
| ------------------------- | ------- | --------- |
| Alicante CF B             | España  | 2007-2009 |
| Alicante CF               | España  | 2009-2010 |
| Torrellano Illice CF      | España  | 2010-2011 |
| Jove Español San Vicente  | España  | 2011      |
| CD Badajoz                | España  | 2011–2012 |
| Cádiz CF                  | España  | 2012      |
| CD Teruel                 | España  | 2012-2013 |
| CA Osasuna Promesas       | España  | 2013      |
| Pandurii Targu Jiu        | Rumania | 2013–2014 |
| AEK Larnaca               | Chipre  | 2014–2015 |
| Olímpic de Xàtiva         | España  | 2015-2016 |
| CF Independiente Alicante | España  | 2017-2019 |

## Palmarés
- Ascenso a División de Honor Juvenil con el Juvenil A del Alicante Club de Fútbol (2005/06).
- Ascenso a Tercera División con el Alicante B (2007/08).
- Subcampeón de Tercera División (Grupo VI) y disputa de la promoción de ascenso a Segunda B con el Alicante B (2008/09).